# Wilhelm Heckmann
Pour les articles homonymes, voir Heckmann.
Wilhelm Heckmann, né le 26 juin 1897 à Wellinghofen et mort le 10 mars 1995 à Wuppertal, est un ténor, musicien de musique populaire et accordéoniste allemand.
De 1937 à 1945, il a été emprisonné dans les camps de concentration nazis de Dachau et Mauthausen. Heckmann a contribué à la fondation d'un orchestre de prisonniers à Mauthausen.

## Biographie
Fils de l'aubergiste Adolf Heckmann, Willi Heckmann grandit dans le milieu du café-restaurant à Altena en Westphalie. Au cours de la Première Guerre mondiale, il sert dans les services d'urgence (Vaterländischer Hilfsdienst und Wehrdienst). Après la guerre, il étudie le chant et le piano avec Otto Laugs au Conservatoire d'État de Hagen (Westphalie).
Durant les années 1920, il est artiste invité en tant que « ténor de Rhénanie » à Wuppertal, Altena, Rheydt, Zurich et Berlin. Il est aussi musicien accompagnateur de film muet au Zentraltheater à Altena et au Thalia à Wuppertal. Au début des années 1930, il est artiste invité à Stuttgart, Gotha et Düsseldorf. À partir de 1934, le gouvernement nazi met en œuvre une politique de Gleichschaltung, qui met au pas les musiciens professionnels sur une base raciale. Ce qui est appelé musique dégénérée (entartete Musik) est mis à l'écart et la musique populaire (Schlager) est promue. Le magazine musical Das Deutsche Podium, Kampfblatt deutsche für Musik (« Le Podium allemand, journal de combat allemand pour la musique ») loue de plus en plus Heckmann : « … durant plusieurs mois, il a gagné une large base d'amis et de soutiens… avec sa belle voix de ténor bien formée… », «… Willi Heckmann — un talent musical complet… le volume de sa voix remplit la pièce… jouant du piano, une tessiture agréable, une voix bien formée, M. Heckmann a tout… ».
D'autres prestations et engagements à Stuttgart, Gotha, Munich, Partenkirchen et Passau suivent. Le 29 juillet 1937, la Gestapo arrête soudainement Heckmann à Passau sans avertissement préalable et sans mandat. Au nom du paragraphe 175 (l'article sur l'homosexualité), il est interrogé et envoyé en détention préventive (Schutzhaft) au camp de concentration de Dachau pour un événement antérieur d'homosexualité. Aujourd'hui encore, les circonstances exactes de son internement dans le camp de concentration restent floues.

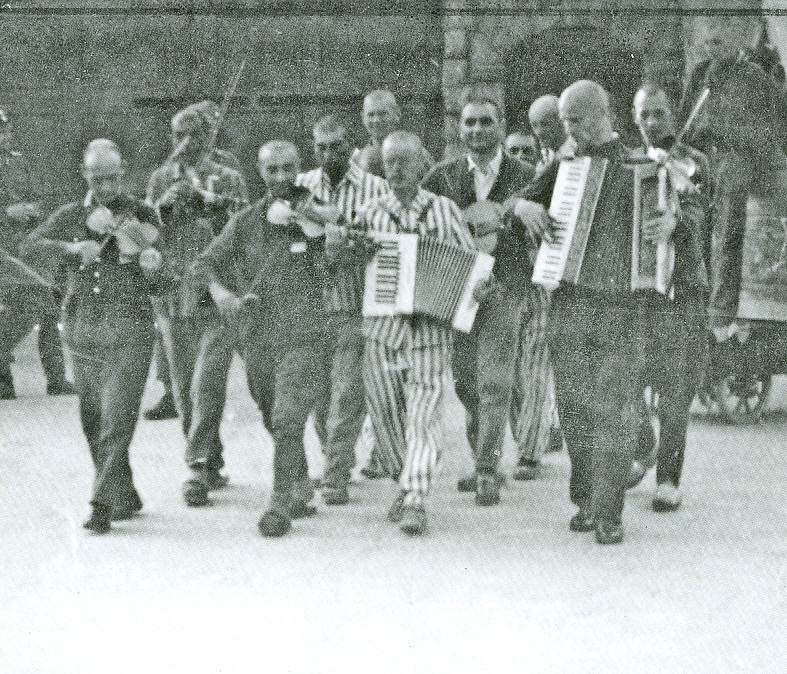
Musiciens au camp de concentration de Mauthausen (Wilhelm Heckmann, le plus petit, joue de l'accordéon), 30 juillet 1942

Au début de la Seconde Guerre mondiale, Heckmann est transféré au camp de concentration de Mauthausen en Autriche, où il restera jusqu'à la libération du camp par les Alliés le 5 mai 1945.
À Mauthausen, il travaille dans la carrière Wiener Graben. À partir de 1940 environ, il est autorisé à lancer un trio musical, qui doit interpréter divers styles musicaux pour les invités de haut rang au casino. Lorsque la division de photographie des SS, le 30 juillet 1942, photographie l'« orchestre tzigane » mené à travers le camp et accompagné du prisonnier repris Hans Bonarewitz, Willi Heckmann est au premier rang, donnant le ton. Jusqu'à la libération du camp, l'orchestre joue régulièrement des marches militaires, ainsi que de la musique populaire ou sérieuse. « Willi Heckmann était le chanteur et l'accordéoniste. » Sa participation à l'orchestre fait de Heckmann une sorte de fonctionnaire parmi les prisonniers, et lui épargne les pires travaux du camp de concentration. Il est envoyé à la place dans des équipes aux tâches plus faciles, comme le transport et la désinfection.
Après sa libération du camp de concentration, Heckmann a du mal à reprendre pied en tant que musicien professionnel. Des années de travail pénible dans la carrière de Mauthausen lui laissent des rhumatismes et des inflammations nerveuses aux épaules et aux bras qui entravent ses efforts pour exercer sa profession. En 1954, il fait une demande de compensation pour l'emprisonnement à Dachau et Mauthausen. Mais sa demande est rejetée en 1960 avec la mention qu'il était « seulement emprisonné en tant qu'homosexuel pour crimes contre l'article 175 du code pénal ». Cela ne lui donne droit à aucun type de restitution.
De 1945 à 1964, Wilhelm Heckmann travaille comme musicien professionnel et comme animateur en solo dans divers hôtels et restaurants de toute l'Allemagne. Il meurt à Wuppertal le 10 mars 1995, à l'âge de 97 ans.

## Littérature
- (en) Guido Fackler, « Music in Concentration Camps 1933–1945 », Music & Politics, 2007.
- (de) Klaus Stanjek, « Musik und Mord – ein Berufsmusiker in Mauthausen », dans Andreas Baumgartner, Isabella Girstmair, Verena Kaselitz, Michael Köhlmeier (dir.), (en) Der Geist ist frei, vol. 2, Vienne, Edition Mauthausen, 2007, 342 p. (ISBN 978-3-902605-01-6).
- (de) Milan Kuna, Musik an der Grenze des Lebens : Musikerinnen und Musiker aus böhmischen Ländern in nationalsozialistischen Konzentrationslagern und Gefängnissen, Francfort-sur-le-Main, Zweitausendeins, 1993 (ISBN 3-86150-018-3).
- (de) Simon Hirt, Hansjörg Stecher, « Musik zwischen subversivem Überlebens- und brutalem Terrorinstrument », dans Die Aussteller und das Bundesministerium des Inneren (dir.), Kunst und Kultur im Konzentrationslager Mauthausen 1938 – 1945. Wien 2007.
- (de) Kurt Lettner, « Musik zwischen Leben und Tod » (PDF), Oberösterreichische Heimatblätter 2000, no 1, 2, p. 55-72.
- (it) Leoncarlo Settimelli: « La storia angosciosa di una foto terribile » (PDF), Patria indipendente, 24 janvier 2010.